# L'Ironie du sort (film, 1974)
Pour les articles homonymes, voir L'Ironie du sort.
Pour plus de détails, voir Fiche technique et Distribution.
L'Ironie du sort est un film français d'Édouard Molinaro, sorti en 1974, d'après le roman éponyme de Paul Guimard (1961).

## Synopsis
Nantes, en 1944, trois résistants, Antoine et Jean, tous deux amoureux d'Anne, découvrent qu'un capitaine allemand est sur le point de livrer le réseau à la Gestapo. Antoine se positionne pour l'abattre. Mais le démarrage ou non de la voiture de patrouille détermine le succès de l'opération. Le long métrage ainsi alterne deux possibilités, l'une en couleur et l'autre en noir et blanc, symbolisant le destin dû au hasard. La première possibilité serait que la voiture démarre, le réseau est démantelé, Jean est exécuté, Antoine et Anne élèvent leur enfant. La seconde serait que la voiture de patrouille tarde à démarrer, le capitaine est exécuté mais Antoine est tué, du coup, c'est Jean qui élève avec Anne le fils qu'elle a eu avec Antoine. La poignée de secondes autour de la voiture de patrouille change le cours des choses, mais elles restent parfois identiques selon les hypothèses (les commémorations par exemple),,.

## Fiche technique
- Réalisation : Édouard Molinaro
- Dialogue : Paul Guimard
- Adaptation : Paul Guimard, Pierre Kast et Édouard Molinaro
- Assistants réalisateur : Philippe Monnier et Dominique Cheminal
- Musique : José Berghmans ; orchestre dirigé par André Girard
- Image : Alain Levent
- Son : Jean d'Oviodo et Jean Labussière
- Montage : Robert et Monique Isnardon
- Productrice : Christine Gouze-Rénal
- Affiche : René Ferracci (France)

## Distribution
- Pierre Clémenti : Antoine
- Jacques Spiesser : Jean
- Claude Rich : Morin
- Marie-Hélène Breillat : Anne
- Jean Desailly : Desvrières
- Pierre Vaneck : Werner
- Hans Verner : Brauner
- Jean Lanier
- Juliette Mills : Micheline
- Brigitte Fossey : Ursula
- René Kolldehoff : Helmut
- Conrad Von Bork : Hans